# Juraj Bača
Juraj Bača (Komárno, 17 de marzo de 1977) es un deportista eslovaco que compitió en piragüismo en la modalidad de aguas tranquilas.
Participó en los Juegos Olímpicos de Atenas 2004, obteniendo una medalla de bronce en la prueba de C4 1000 m. Ganó siete medallas en el Campeonato Mundial de Piragüismo entre los años 1998 y 2003, y siete medallas en el Campeonato Europeo de Piragüismo entre los años 1997 y 2002.

## Palmarés internacional
| Juegos Olímpicos   | Juegos Olímpicos             | Juegos Olímpicos  | Juegos Olímpicos |
| Año                | Lugar                        | Medalla           | Competición      |
| ------------------ | ---------------------------- | ----------------- | ---------------- |
| 2004               | Atenas (Grecia)              | Medalla de bronce | K4 1000 m        |
| Campeonato Mundial |                              |                   |                  |
| Año                | Lugar                        | Medalla           | Competición      |
| 1998               | Szeged (Hungría)             | Medalla de oro    | K2 500 m         |
| 1999               | Milán (Italia)               | Medalla de oro    | K2 1000 m        |
| 2001               | Poznań (Polonia)             | Medalla de bronce | K4 500 m         |
| 2002               | Sevilla (España)             | Medalla de oro    | K4 500 m         |
| 2002               | Sevilla (España)             | Medalla de oro    | K4 1000 m        |
| 2003               | Gainesville (Estados Unidos) | Medalla de oro    | K4 500 m         |
| 2003               | Gainesville (Estados Unidos) | Medalla de oro    | K4 1000 m        |
| Campeonato Europeo |                              |                   |                  |
| Año                | Lugar                        | Medalla           | Competición      |
| 1997               | Plovdiv (Bulgaria)           | Medalla de plata  | K4 1000 m        |
| 1999               | Zagreb (Croacia)             | Medalla de oro    | K2 1000 m        |
| 1999               | Zagreb (Croacia)             | Medalla de bronce | K2 500 m         |
| 2001               | Milán (Italia)               | Medalla de oro    | K4 1000 m        |
| 2001               | Milán (Italia)               | Medalla de plata  | K4 500 m         |
| 2002               | Szeged (Hungría)             | Medalla de oro    | K4 500 m         |
| 2002               | Szeged (Hungría)             | Medalla de oro    | K4 1000 m        |